# Aldo L. Bachmann
Aldo Luis Bachmann (San José de Feliciano, 30 de julio de 1923-20 de enero de 2015) fue un militar argentino, perteneciente a la Infantería de Marina de la Armada, que alcanzó el rango de contraalmirante.

## Biografía
Nació en San José de Feliciano (Entre Ríos) el 30 de julio de 1923. Asistió a la Escuela Naval Militar, egresando como guardiamarina de la Armada Argentina en enero de 1942, integrando la promoción 73. Perteneció a la rama de la Infantería de Marina. Pasó a retiro en 1974, habiendo alcanzado el grado de contraalmirante.
Fue designado en el puesto de presidente del Consejo de Guerra Permanente para Jefes y Oficiales de las Fuerzas Armadas el 3 de septiembre de 1975 (no finalizó su período y fue reemplazado en mayo de 1976).
El presidente de facto Jorge Rafael Videla lo designó gobernador de la Provincia de Río Negro el 14 de abril de 1976 (Decreto N.º 96, publicado el día 22). Renunció a fines de 1978 y fue sustituido por el contraalmirante Julio Alberto Acuña.
Falleció en enero de 2015, a los 91 años.